# Bütlasse
Bütlasse är en bergstopp i Schweiz.   Den ligger i distriktet Frutigen-Niedersimmental och kantonen Bern, i den centrala delen av landet, 60 km sydost om huvudstaden Bern. Toppen på Bütlasse är 3 193 meter över havet, eller 185 meter över den omgivande terrängen. Bredden vid basen är 0,96 km.
Terrängen runt Bütlasse är huvudsakligen mycket bergig. Närmaste större samhälle är Frutigen, 15,3 km nordväst om Bütlasse. 
Trakten runt Bütlasse är permanent täckt av is och snö. Runt Bütlasse är det mycket glesbefolkat, med 6 invånare per kvadratkilometer.